# 石坝乡
石坝乡，是中华人民共和国四川省广元市青川县下辖的一个乡镇级行政单位。2019年12月，撤销马公乡，将其所属行政区域划归石坝乡管辖，石坝乡人民政府驻兴胜街1号。

## 行政区划
石坝乡下辖以下地区：
大房村社区村、三江村、八一村、中心村、五一村、青龙村和石峰村。